# Khaled Mattawa
Kaled Mattawa, (en arabe : خالد مطوة) né en 1964 à Benghazi (Libye), est un poète, traducteur, essayiste et professeur d'université américain d'origine libyenne. En 2014 il est élu chancelier de l'Academy of American Poets. Il est professeur de création littéraire à l'université du Michigan à Ann Harbor,.

## Biographie
Khaled Mattawa arrive aux États-Unis à l'âge de 14 ans, en 1979.
Après ses études secondaires à la Saint Paul's School de Covington (Louisiane) , il est accepté à l'université du Tennessee à Chattanooga  où il obtient un Bachelor of Arts (licence) en sciences économiques, il continue son parcours universitaire à l'université de l'Indiana, où il passe un Master of Arts (mastère) en littérature anglaise, puis un Master of Fine Arts, enfin il soutient avec succès sa thèse de doctorat (Ph.D) à l'université Duke.
Avant d'enseigner à l'université du Michigan, il a été professeur à l'université d'État de Californie à Northridge.
Khaled Mattawa se fait connaître comme traducteur de poésie arabe contemporaine, notamment de deux poètes dissidents irakiens exilés, Fadhil Al Azzawi (en), et Saadi Youssef (en),. Puis il publie deux recueils de ses propres poèmes, Ismailia Eclipse, Zodiac of Echoes, puis en 2008 Amorisco.
D'autres traductions suivent permettant de faire connaitre au public anglophone la poésie arabe classique et contemporaine.
En 2010, Mattawa publie son quatrième recueil, Tocqueville, fresque faite de poèmes épiques racontant le sort des exilés et inspirés par des poètes comme William Carlos Williams, Muriel Rukeyser (en) et Charles Reznikoff. Poésie faites de dialogues, de prose d'actualités, d'humour noir, d'érotisme.
En 2010, Mattawa a publié la traduction d'un recueil couvrant 40 ans de travail du poète syro-libanais Adonis.
Ses poèmes et articles sont régulièrement publiés dans diverses revues : Poetry, The Kenyon Review (en), Antioch Review (en), Michigan Quarterly Review (en), The Iowa Review (en), Black Warrior Review (en), etc.

## Œuvres

### Recueils de poésie
- (en-US) Ismailia Eclipse, Sheep Meadow Press, 1er mai 1995, 93 p. (ISBN 9781878818447),
- (en-US) Zodiac of Echoes, Ausable Press, 2003, rééd. 1 septembre 2008, 110 p. (ISBN 9781931337045),
- (en-US) Amorisco, Ausable Press, 1er octobre 2008, 104 p. (ISBN 9781931337441),
- (en-US) Tocqueville, New Issues Poetry and Prose, 2010, rééd. 15 avril 2019, 82 p. (ISBN 9781936970612),
- (en-US) Mare Nostrum, Sarabande Books, 27 août 2019, 36 p. (ISBN 9781946448361),
- (en-US) Fugitive Atlas, Graywolf Press, 20 octobre 2020, 112 p. (ISBN 9781644450376),

### Essais
- (en-US) Mahmoud Darwish: The Poet's Art and His Nation, Syracuse University Press, 12 juin 2014, 196 p. (ISBN 9780815633617),
- (en-US) How Long Have You Been With Us?: Essays on Poetry, University of Michigan Press, 8 novembre 2016, 192 p. (ISBN 9780472073290),

### Traductions

#### Auteurs de langue arabe
- (en-US) Hatif Janabi, Questions and Their Retinue: Selected Poems of Hatif Janabi, University of Arkansas Press, 1er août 1996, 88 p. (ISBN 9781557284327),
- (en-US) Fadhil Al-Azzawi, Miracle Maker: The Selected Poems of Fadhil Al-Azzawi, BOA  Editions, 1er novembre 2003, 130 p. (ISBN 9781929918447),
- (en-US) Saadi Youssef, Without an Alphabet, Without a Face: Selected Poems, Graywolf Press, 1er décembre 2002, 216 p. (ISBN 9781555973711),
- (en-US) Maram al-Massri, A Red Cherry on a White-tiled Floor: Selected Poems, Copper Canyon Press, 2004, rééd. 1 novembre 2007, 114 p. (ISBN 9781556592645),
- (en-US) Joumana Haddad, Invitation to a Secret Feast: Selected Poems, Tupelo Press, 1er mai 2008, 76 p. (ISBN 9781932195620),
- (en-US) Amjad Nasser, Shepherd of Solitude: Selected Poems 1979-2004, Banipal Publishing, 1er juillet 2009, 175 p. (ISBN 9780954966683),
- (en-US) Adonis, Adonis: Selected Poems, Yale University Press, 19 octobre 2010, rééd. 24 avril 2012, 402 p. (ISBN 9780300181258),
- (en-US) Adonis, Concerto al-Quds, Yale University Press, janvier 2012, rééd. 28 novembre 2017, 96 p. (ISBN 9780300197648),

#### Anthologie de poésies et de récits de langue arabe
- (en-US) Co-édité avec Munir Akash, Post Gibran: Anthology of New Arab American Writing, Jusoor/Syracuse University Press, 1999, 484 p. (ISBN 9780965203135, lire en ligne),
- (en-US) Co-édité avec Pauline Kaldas, Dinarzad's Children: An Anthology of Contemporary Arab American Fiction, University of Arkansas Press, 15 novembre 2004, 340 p. (ISBN 9781557287816, lire en ligne)

## Prix et distinctions
- Lauréat du MacArthur fellowship, 2014[17]
- Lauréat de l'Arab American Book Award, 2011[18],
- Lauréat du prix de l'Academy of American Poets Fellowship, 2010[19]
- Boursier du National Endowment for the Arts, 1999[20]
- Boursier de la Guggenheim Foundation, 1997[21]
- Boursier Alfred Hodder Fellowship délivré par l'université de Princeton, 1995[22]